# Abzweigmast
Ein Abzweigmast ist ein Freileitungsmast einer Hochspannungsleitung, der dem Abzweig einer Leitung dient.

## Funktion
Neben einem echten Abzweig, gibt es auch eine Aufschleifung zur Bildung einer Ringleitung. Abzweigmaste haben häufig, aber nicht immer, für die Aufnahme der abzweigenden Stromkreise eine oder mehrere Traversen längs zur Laufrichtung der Hauptleitung und damit quer zur Richtung der Haupttraversen.
Es gibt auch Abzweigmaste, bei denen die Traversen der abzweigenden Stromkreise quer zur Laufrichtung der Haupt-Leitung (und damit in der gleichen Richtung wie die Haupttraversen) liegen, nämlich dann, wenn die zweite Leitung in geringem Winkel abzweigt. Auch Abzweigmaste ohne zusätzliche Traversen werden gelegentlich realisiert. Fast immer sind Abzweigmaste Abspannmaste. Für die Realisierung von Kabelabzweigen werden den Endmasten entsprechende Konstruktionen verwendet; allerdings führt bei Abzweigmasten für Kabelspeisung, im Unterschied zu Endmasten, die Freileitung in beiden Richtungen weiter.
In Deutschland sind Abzweigmasten verbreitet, die zwei längs zur Laufrichtung der Leitungstrasse liegende Traversen haben, über welche die abzweigenden Stromkreise senkrecht von oben nach unten verlaufen. Dabei werden diese mit denen der Freileitung verbunden und an der unteren Traverse weggeführt. Aufgrund des charakteristischen Aussehens spricht man hier auch von einer Harfe. Der Vorteil dieser Konstruktion ist ihre hohe Flexibilität, denn mit relativ geringen Aufwand kann eine Aufschleifung eines Stromkreises zum Abzweig umgebaut und auch die Wahl des aufzuschleifenden Stromkreises bei Bedarf geändert werden.

## Galerie

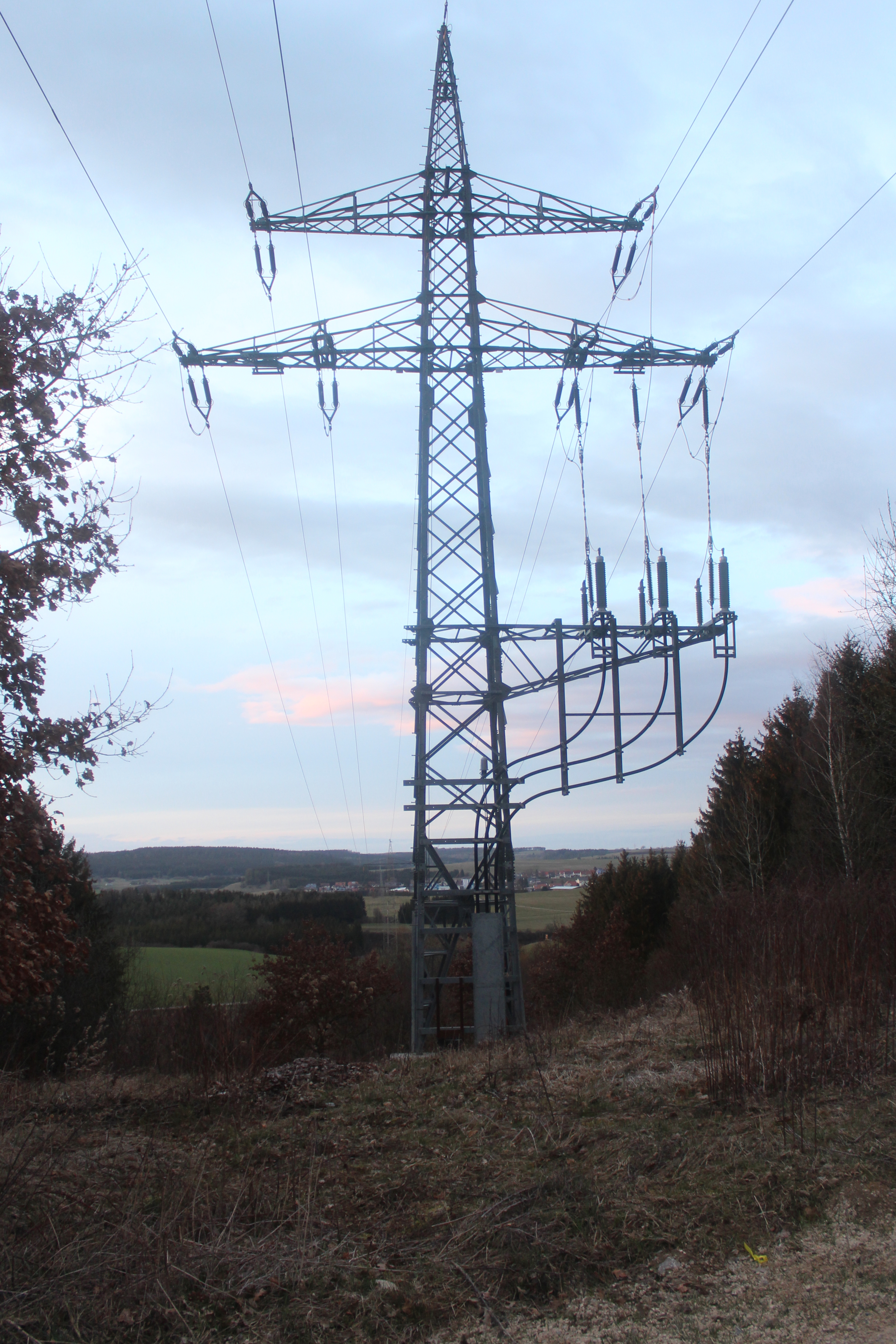
Mast mit Erdkabel-Abzweig bei Frittlingen
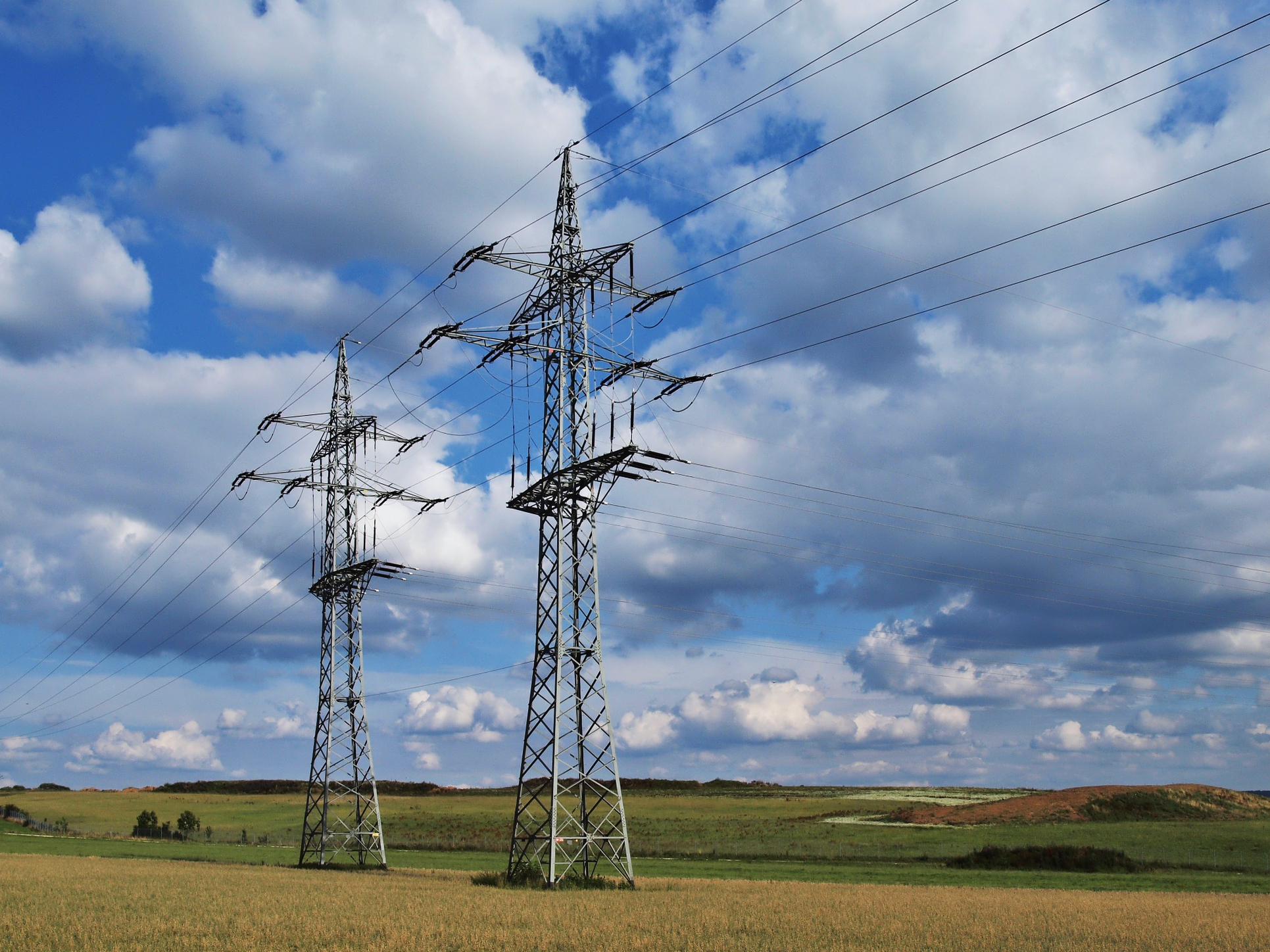
Einschleifung, es gibt keine durchgehende Leitung
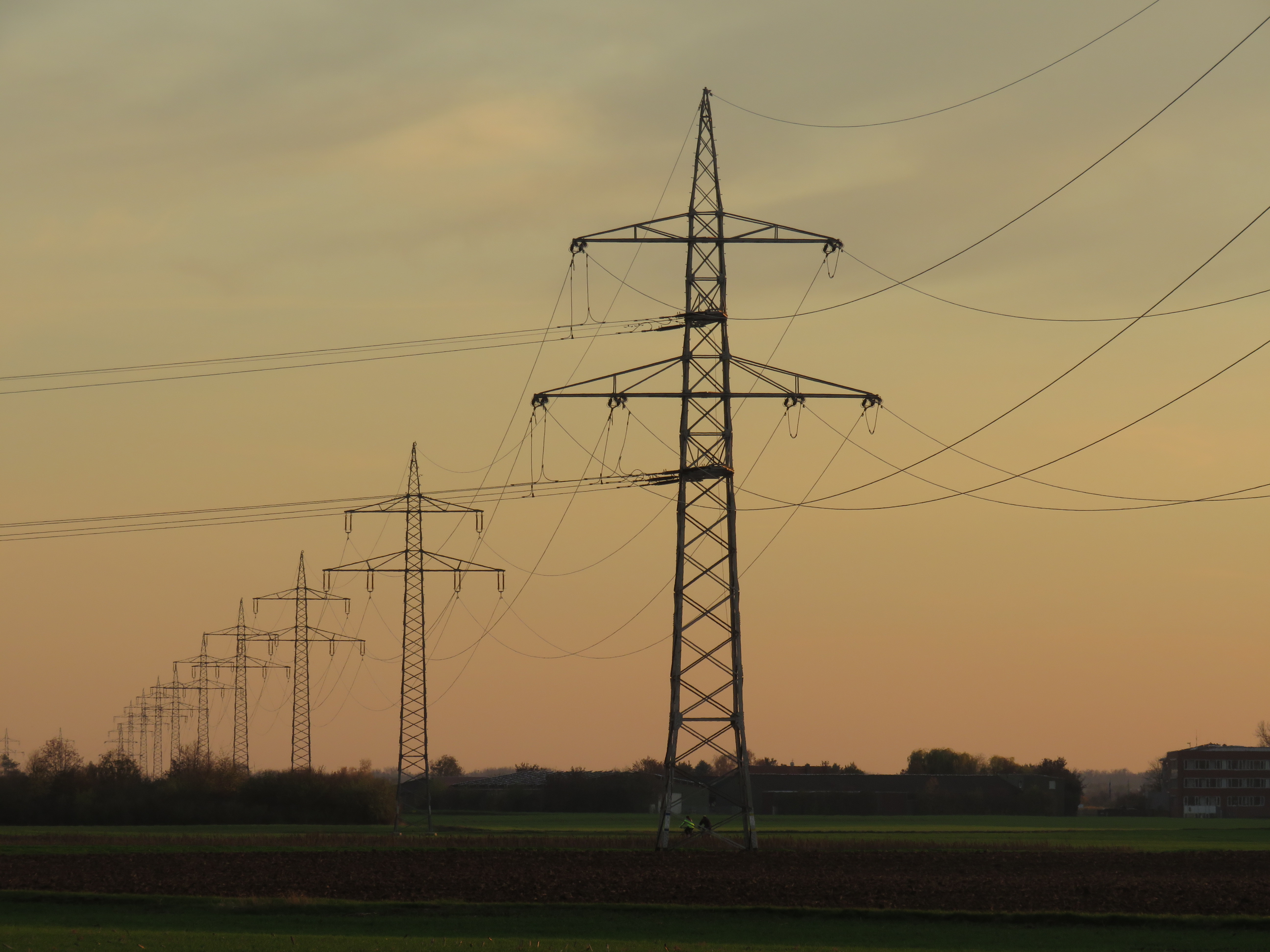
Einschleifung eines Stromkreises
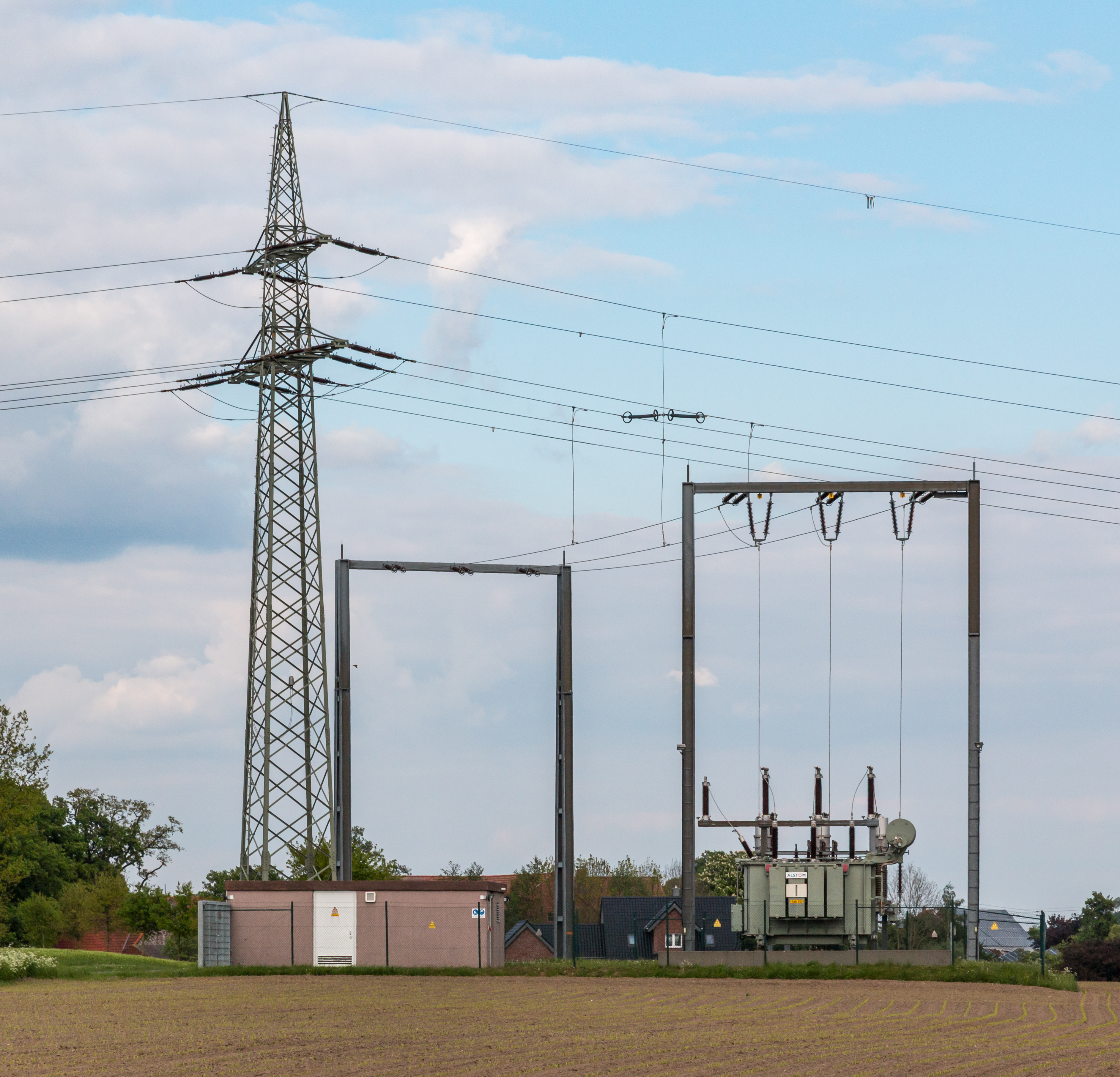
Einfacher Abzweig im Spannfeld
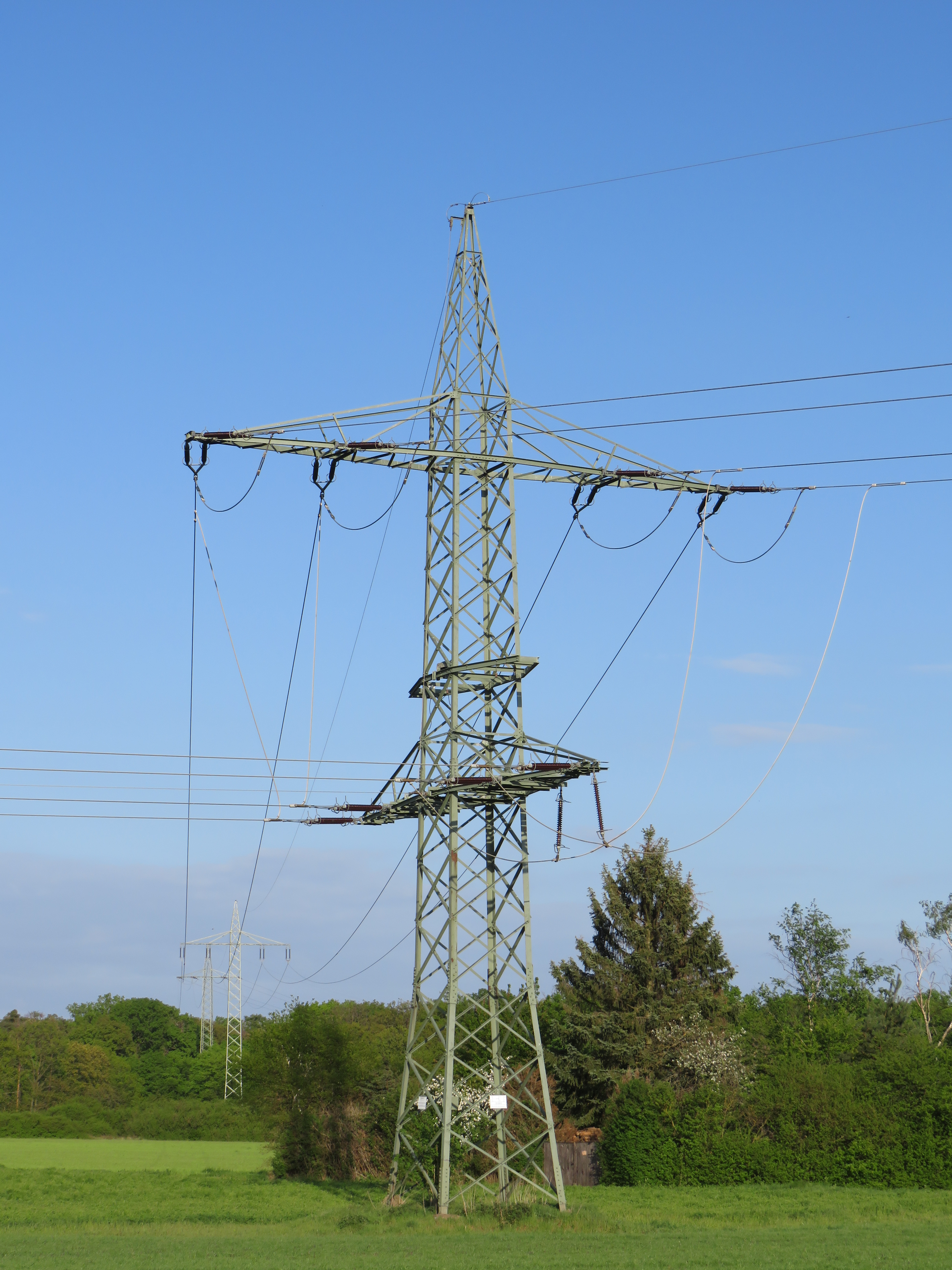
Abzweig einer zweikreisigen Bahnstromleitung
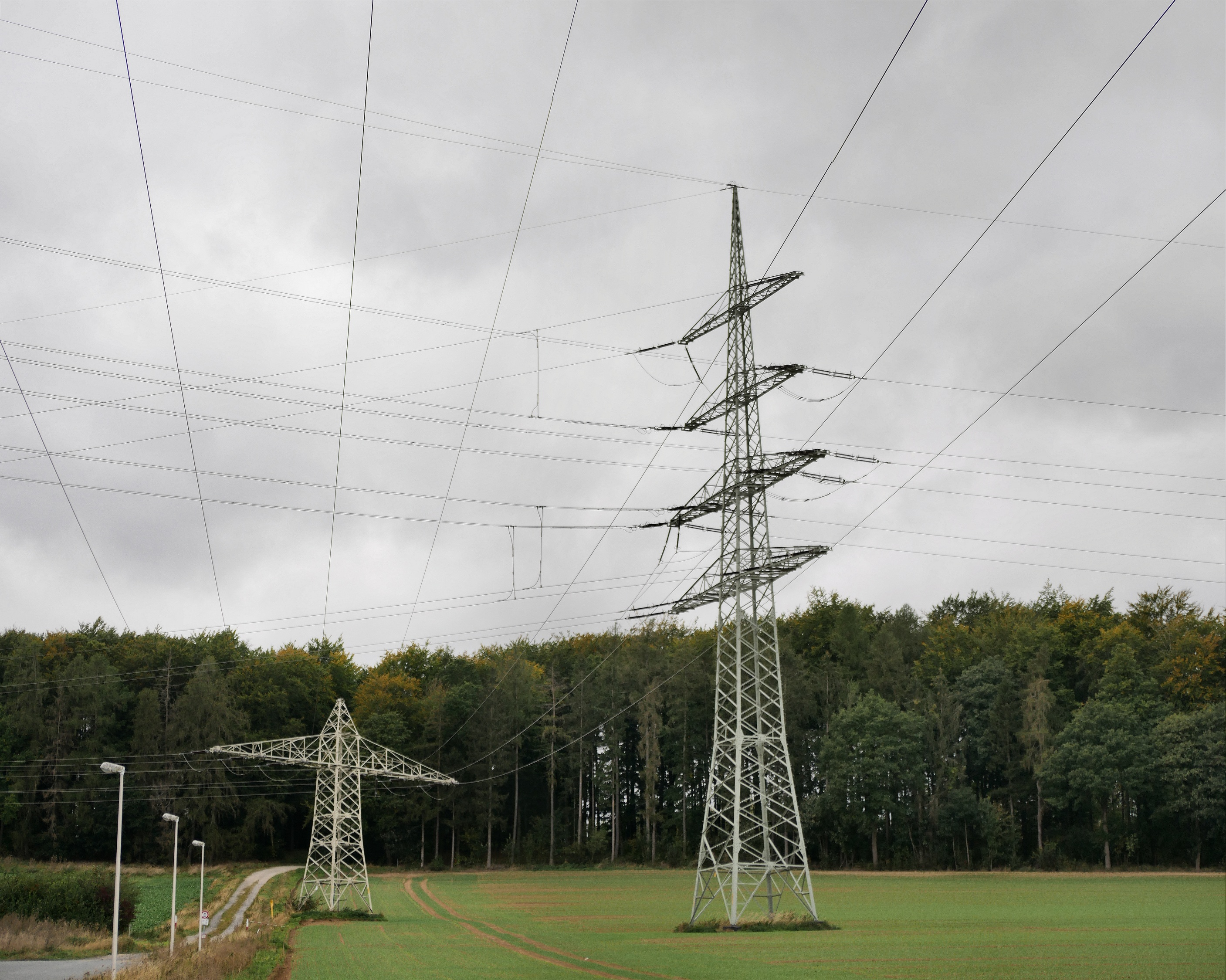
Abzweig der 220-kV-Leitung Lehrte–Borken zum Umspannwerk Godenau
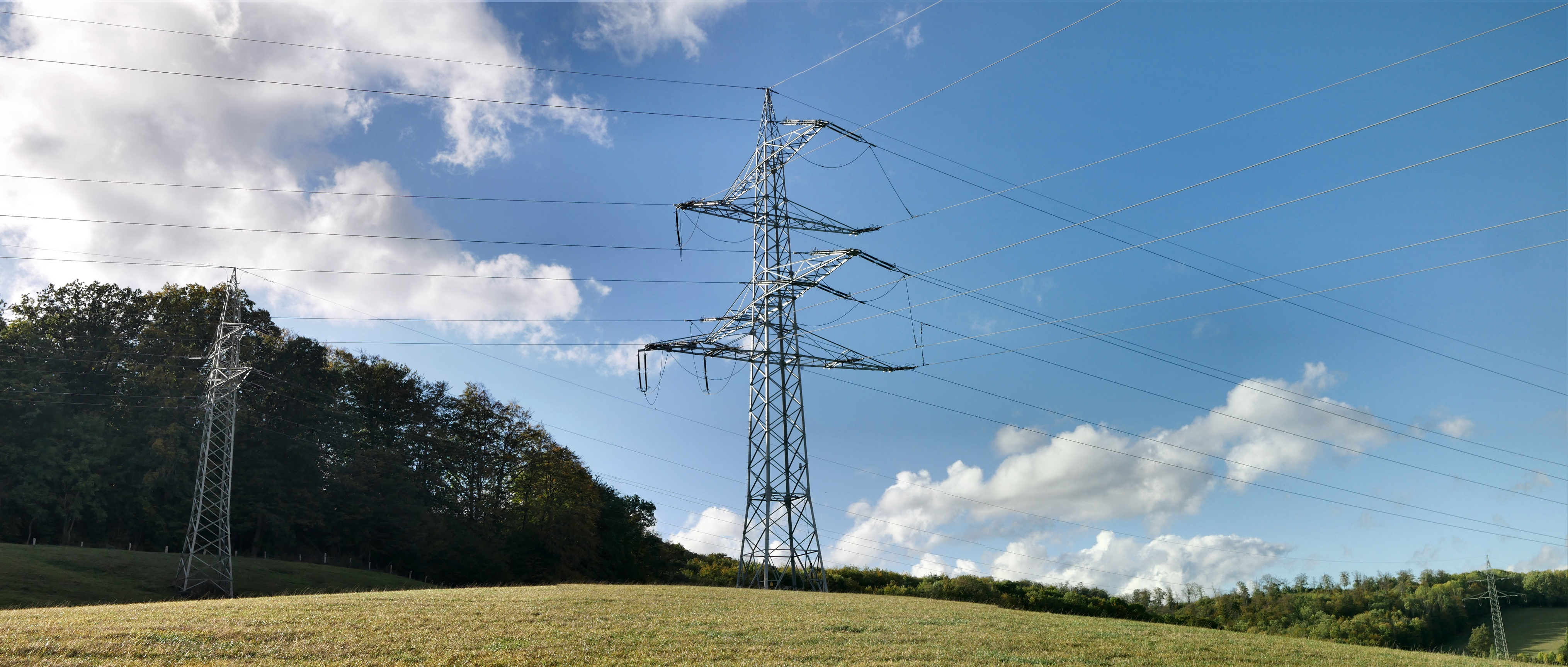
Abzweig der 220-kV-Leitung Lehrte–Borken zum Pumpspeicherkraftwerk Erzhausen
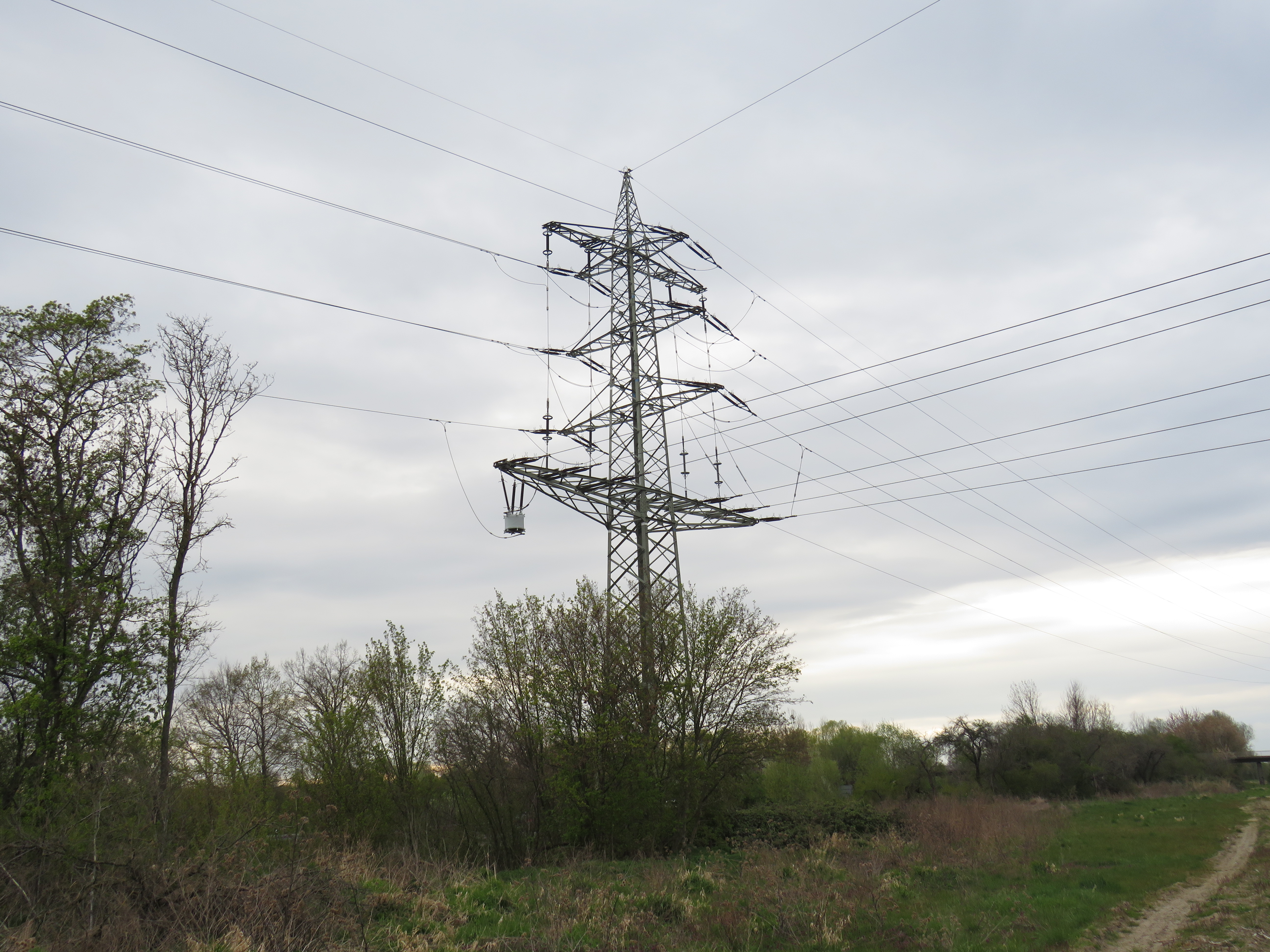
Doppelter 110-kV-Abzweig mit Strombegrenzungsdrossel an der äußeren Phase
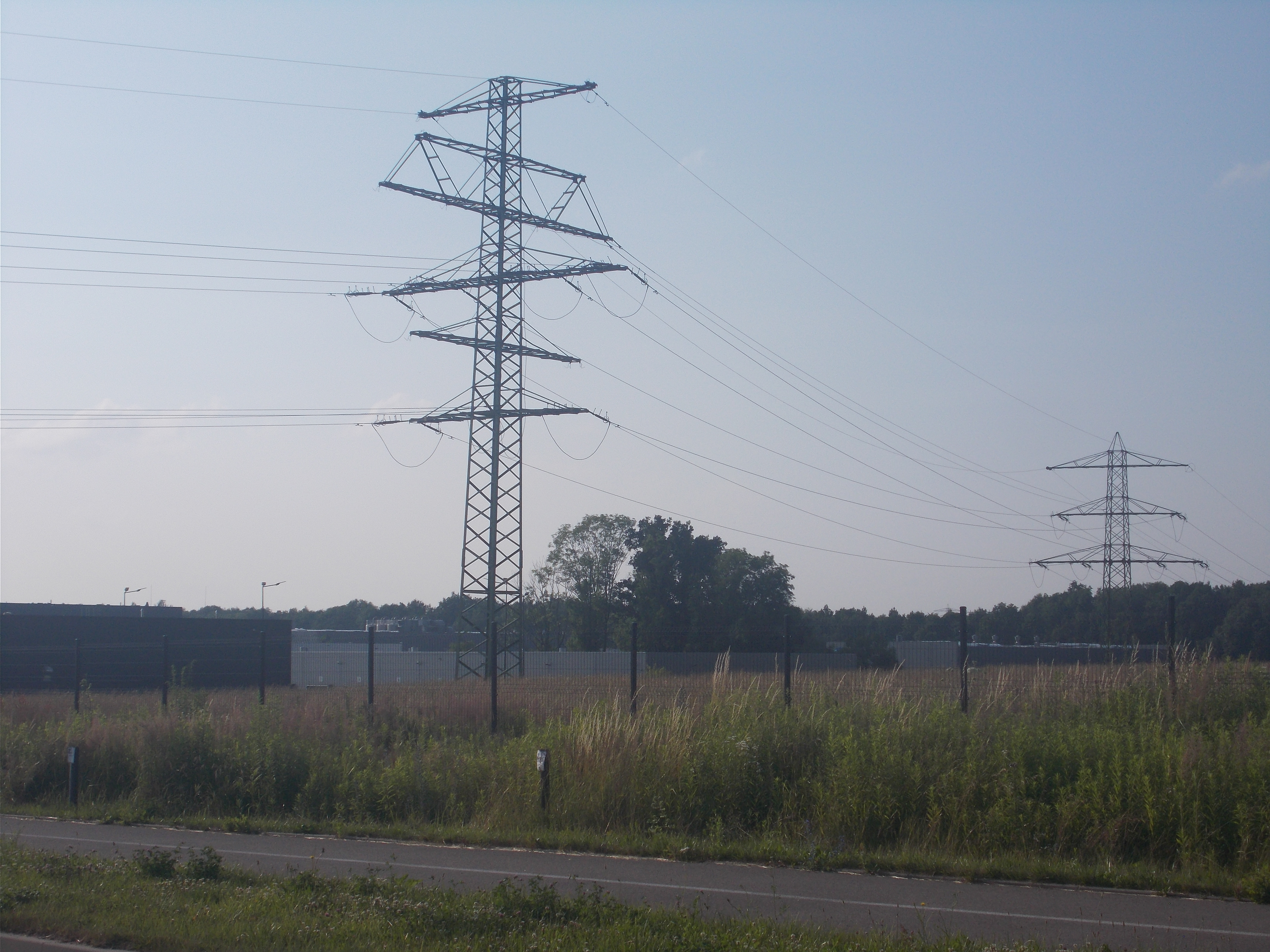
Als Abzweigmast ausgeführter Mast, der abzweigende Stromkreis wurde jedoch entfernt